# Suco pancreático
O suco pancreático é uma secreção produzida pelo pâncreas que atua no processo digestivo e, através do ducto pancreático (ou canal de Wirsung), é lançado na cavidade do duodeno.
Contém água, enzimas (amilase pancreática, lipase pancreática, tripsinogênio, quimiotripsinogênio, pró-carboxipeptidase, pró-elastase, calicreinogênio, fosfolipase A e B), nucleotidases e grandes quantidades de íons bicarbonatos. O pH do suco pancreático oscila entre 8 e 8,3. Sua secreção digestiva é responsável pela hidrólise da maioria das moléculas de alimento, como carboidratos, proteínas, gorduras e ácidos nucleicos.)
A amilase pancreática fragmenta o amido em moléculas de maltose; a lipase pancreática hidrolisa as moléculas de um tipo de gordura – os triacilgliceróis, originando glicerol e álcool; as nucleases atuam sobre os ácidos nucleicos, separando seus nucleotídeos.
Essas pró-enzimas permanecem inativas até atingirem a luz do duodeno, onde a enzima da borda em escova, enteropeptidase, cliva o tripsinogênio em sua forma ativa tripsina. A tripsina ativada então desempenha um papel chave de catalisar a clivagem das outras pró-enzimas para produzir quimotripsina, carboxipeptidase, elastase, calicreína e fosfolipase A e B ativas.
O suco pancreático é liberado através das ações das hormonas secretina e colecistocinina a sua libertação é feita pela papila maior que está situada na porção descendente do duodeno (D2).
O suco pancreático é rico em íons bicarbonato. Estes íons têm como função diminuir a acidez do quimo, que vem do estômago, tornando-o alcalino (pH 8.0). Os íons fazem  que o pH passe de 2.0 (ácido) para 8.0 (alcalino).